# Liski (Kaliningrad)
Liski (en russe : Лиски ; en allemand : Kingitten), est une localité de l'oblast de Kaliningrad en Russie.

## Géographie
Liski est située à 26 kilomètres au nord-est de la capitale de l'oblast Kaliningrad et est accessible depuis Tchaïkino par la route municipale 27K-070. Il n'y a pas de liaison ferroviaire.

## Démographie
Recensements et estimations de la population,:
| 2002* | 2010* | - |
| ----- | ----- | - |
| 16    | 18    | - |